# Новороссийская операция (1942)
Новороссийская операция — оборонительная операция войск Северо-Кавказского фронта, проведённая во взаимодействии с силами Черноморского флота и Азовской военной флотилией во время Великой Отечественной войны, проведённая в ходе битвы за Кавказ с 19 августа по 26 сентября 1942 года.
После срыва советскими войсками замысла немецкого командования по ведению на Кавказе операции «Эдельвейс» правительство нацистской Германии решило овладеть Новороссийском и далее производить наступление вдоль побережья Чёрного моря по направлению к Батуми. Для выполнения этой задачи предназначалась 17-я полевая армия группы армий «А». На Новороссийск удар наносили 5-й армейский и один кавалерийский корпус Румынской армии. В ходе операции эти войска были усилены тремя пехотными дивизиями 11-й армии, переброшенными с Керченского полуострова. Одновременно с этим из района Черкесска в направлении Сухуми через перевалы Главного Кавказского хребта наступал 49-й немецкий горнострелковый корпус.
Стремясь объединить усилия войск и флота для обороны Новороссийска и Тамани, советское командование 17 августа 1942 года создало Новороссийский оборонительный район. В него входили 47-я армия, 216-я стрелковая дивизия из состава 56-й армии, Азовская военная флотилия, Темрюкская, Керченская, Новороссийская военно-морские базы и сводная авиационная группа (237-я авиадивизия и части ВВС Черноморского флота). Командование НОР поручалось генерал-майору Г. П. Котову. Его заместителем по морской части был назначен командующий Азовской флотилией контр-адмирал С. Г. Горшков. Им была поставлена задача не допустить прорыва противника к Новороссийску как с суши, так и с моря. Оборону с суши должна была осуществлять 47-я армия совместно с морской пехотой. Защита базы с моря возлагалась на береговую артиллерию, корабли военно-морской базы и авиацию.
Были предприняты меры по созданию прочной обороны, но к середине августа готовность оборонительных рубежей составляла лишь 20 %.
Войска Новороссийского оборонительного района, ослабленные в предыдущих боях, уступали в численности противнику: по артиллерии и миномётам в 7 раз, по пехоте в 4 раза, по танкам и авиации в 2 раза.